# Bagà
Pour les articles homonymes, voir Baga.
Bagà est une commune de la communauté de Catalogne en Espagne, située dans la province de Barcelone. Elle appartient à la comarque de Berguedà.

## Lieux et monuments

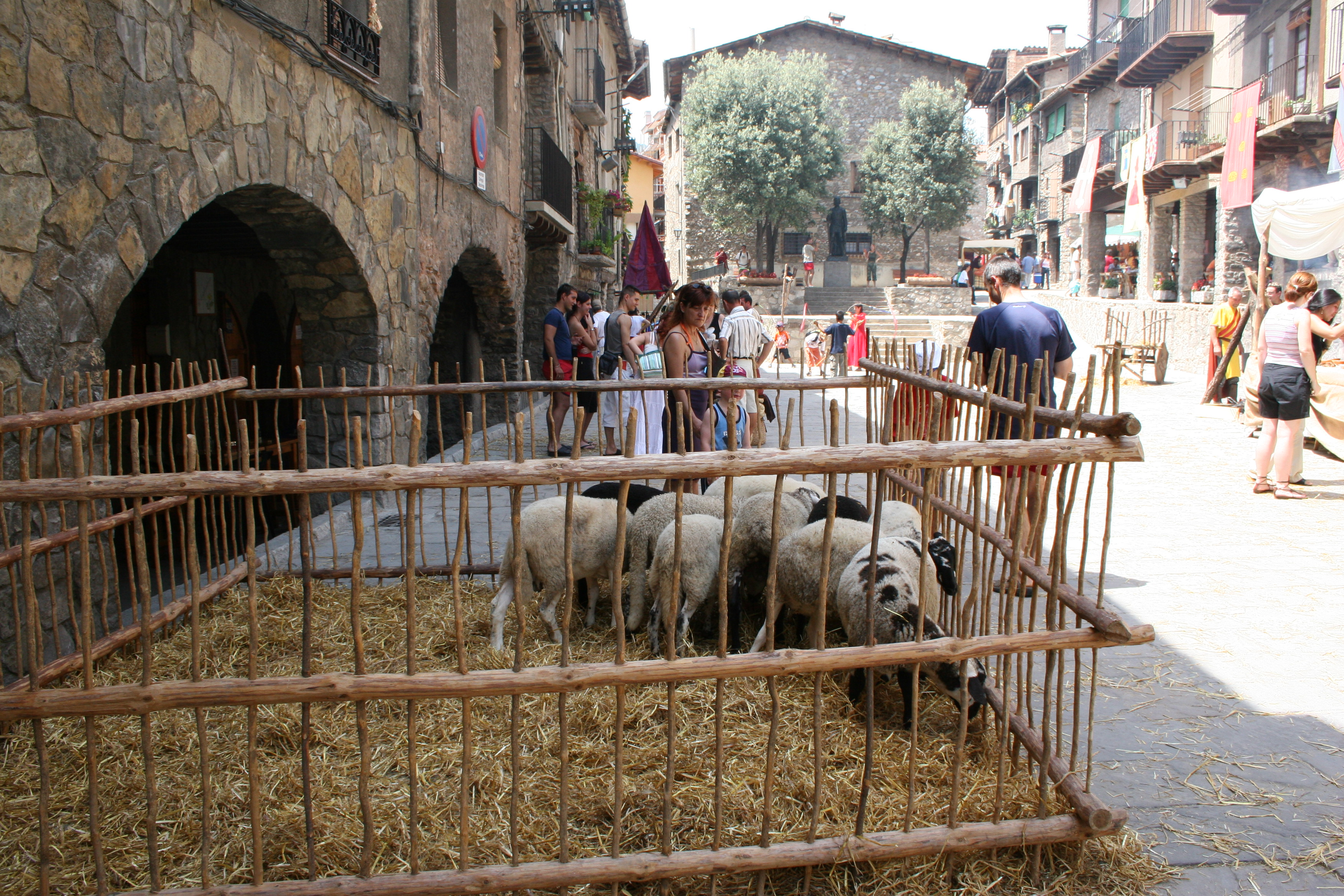
Place avec portiques de Bagà

## Jumelage
- Bagà est jumelée le 9 août 2014 avec la commune de Laroque des Albères (F 66740). Aux XVe et XVIe siècles, les deux villages dépendaient du même seigneur.

## Sports
Le village accueille l'Ultra Pirineu, compétition d'ultra-trail et de skyrunning, chaque année en septembre depuis 2009.